# Wang Xiuting
Wang Xiuting, född 11 maj 1965, är en friidrottare från Kina. Hon deltog vid olympiska sommarspelen 1988 och olympiska sommarspelen 1992.